# شيري سترينجفيلد
شيري سترينجفيلد (بالإنجليزية: Sherry Stringfield)‏ هي ممثلة أمريكية، ولدت في 24 يونيو 1967 بكولورادو سبرينغس في الولايات المتحدة.

## أعمال

### أفلام
- (1998) 54[4]
- (2000) الخريف في نيويورك[5][6][7]
- (2009) زوج الأم

### مسلسلات
- إن واي بي دي بلو
- إي آر
- تحت القبة
- غايدنغ لايت

## وصلات خارجية
- شيري سترينجفيلد على موقع IMDb (الإنجليزية)
- شيري سترينجفيلد على موقع ألو سيني (الفرنسية)
- شيري سترينجفيلد على موقع أول موفي (الإنجليزية)
- شيري سترينجفيلد على موقع قاعدة بيانات الأفلام السويدية (السويدية)
- شيري سترينجفيلد على موقع إن إن دي بي (الإنجليزية)
- شيري سترينجفيلد على موقع قاعدة بيانات الفيلم (الإنجليزية)
- شيري سترينجفيلد على موقع كينوبويسك (الروسية)